# Heterotropus arenivagus
Heterotropus arenivagus är en tvåvingeart som beskrevs av Paramonov 1929. Heterotropus arenivagus ingår i släktet Heterotropus och familjen svävflugor. Inga underarter finns listade i Catalogue of Life.